# Алексеевское (Вытегорский район)
Алексе́евское — посёлок в Вытегорском районе Вологодской области.
Входит в состав Девятинского сельского поселения, с точки зрения административно-территориального деления — в Девятинский сельсовет.
Расстояние по автодороге до районного центра Вытегры — 20 км, до центра муниципального образования села Девятины — 6 км. Ближайшие населённые пункты — Марково, Новинки, Савино, Ялосарь.
По переписи 2002 года население — 5 человек.